# Çevreli, Almus
Çevreli là một thị trấn thuộc huyện Almus, tỉnh Tokat, Thổ Nhĩ Kỳ. Dân số thời điểm năm 2011 là 2.633 người.